# ГЕС Gōngbóxiá
ГЕС Gōngbóxiá (公伯峡水电站) — гідроелектростанція на півночі Китаю у провінції Цінхай. Знаходячись між ГЕС Kāngyáng (вище по течії) та ГЕС Sūzhǐ, входить до складу каскаду на одній з найбільших річок світу Хуанхе. 
В межах проекту річку перекрили насипною греблею із бетонним облицюванням висотою 132 метра, довжиною 429 метрів та шириною по гребеню 10 метрів. Вона утримує водосховище з об’ємом 550 млн м3 (корисний об’єм 75 млн м3) та припустимим коливанням рівня поверхні у операційному режимі між позначками 2002 та 2005 метрів НРМ (під час повені рівень може зростати до 2008,3 метра НРМ, а об’єм – до 620 млн м3). 
Пригреблевий машинний зал обладанали п’ятьма турбінами типу Френсіс потужністю по 300 МВт, які використовують напір у 99,3 метра та забезпечують виробництво 992 млн кВт-год електроенергії.
Видача продукції відбувається по ЛЕП, розрахованій на роботу під напругою 330 кВ.
Під час спорудження комплексу провели виїмку 11,7 млн м3 та відсипку 5,1 млн м3 породи, а також використали 1,45 млн м3 бетону.